# 4638 Естенс
4638 Естенс (4638 Estens) — астероїд головного поясу. Відкритий Робертом Макнотом 2 березня 1989 року. Названий на честь австралійського викладача астрономії Джона Естенса.
Тіссеранів параметр щодо Юпітера — 3,663.